# Crinum lugardiae
Crinum lugardiae är en amaryllisväxtart som beskrevs av Nicholas Edward Brown. Crinum lugardiae ingår i släktet Crinum, och familjen amaryllisväxter. Inga underarter finns listade i Catalogue of Life.